# Mandy Wigger
Mandy Wigger (ur. 4 maja 1987) – szwajcarska siatkarka grająca na pozycji atakującej. Obecnie występuje w drużynie Neuchâtel Université.

## Sukcesy klubowe
Mistrzostwo Szwajcarii:
- 2010, 2011, 2012
- 2006, 2008, 2009
- 2005, 2013, 2014, 2015

Puchar Szwajcarii:
- 2009, 2010, 2011, 2012

Superpuchar Szwajcarii:
- 2010, 2011